# José Cano Timoner
José Cano Timoner, (Alcoy, Alicante, España, 5 de marzo de 1916); fue un futbolista español. Se desempeñaba en posición de centrocampista. Jugó en Primera División cuatro temporadas (1945/46, 1947/48, 1948/49 y 1950/51) siendo jugador del Club Deportivo Alcoyano en las únicas campañas del club alcoyano en la máxima categoría del fútbol español. 

## Clubes
| Club                    | País   | Temporada   |
| ----------------------- | ------ | ----------- |
| Club Deportivo Alcoyano | España | 1945 - 1951 |